# Орден Святого Олександра Невського
О́рден Святого Олександра Невського — державна нагорода Російської імперії у 1725—1917 роках. Започаткована російською імператрицею Катериною I. Названа на честь Олександра Невського. Третій російський орден після ордена Святого Андрія Первозваного й жіночого ордена Святої Великомучениці Катерини.
Знак ордена являв чотирикінцевий прямий хрест з кінцями, що розширяються, й характерними двоголовими орлами, розміщеними між кінцями хреста. В центрі хреста розміщувався круглий медальйон із зображенням кінної фігури Олександра Невського. Також до знаків ордена належала срібна восьмипровенева зірка з девізом ордена «За труды и отечество».

## Історія
Орден святого Олександра Невського був задуманий Петром I для нагородження за військові заслуги. Однак започаткований вже по його смерті 1 червня 1725 року Катериною I. Орден використовувався також і для заохочення цивільних осіб.
Вперше кавалерами ордена стали 18 чоловік у день одруження дочки Катерини й Петра I, царівни Анни й герцога Шлезвіг-Гольштейн-Готторпського Карла-Фрідріха. Зважаючи на список нагороджених осіб, орден призначався для нагородження не найвищих військових і державних чинів. Однак уже 10 вересня 1725 року, у річницю перенесення з Владимира мощей святого благовірного великого князя Олександра Невського, імператриця Катерина I присвоїла орден собі, а також іще 21 особі з вищої знаті, в тому числі польському королю Августу II й королю Данії Фредеріку IV. До списку не потрапив жоден генерал-майор. Орден затвердився як нагорода для чинів від генерал-лейтенанта й вище.
До царювання Катерини II орденом було нагороджено близько 300 чоловік. Імператриця Катерина II видала ще 250 орденів. За Павла I, 1797 року, орден вперше отримав офіційний статут і опис: «Хрест червоний, має у проміжках двоголових орлів, а в середині зображення Святого Олександра на коні. На зворотному боці в білому полі його вензель із Княжою Короною. Зірка срібна, в середині якої у срібному полі вензелеве ім'я Святого Олександра Невського під Княжою Короною.»
У 1860-их роках, за тогочасною модою, знак ордена нерідко укривали чорною емаллю.
За часів війн із Наполеоном 1812—1814 років орден видавався 48 разів, із них 14 орденів з діамантами. За Бородінську битву Олександр I надав 4 ордени відомим генералам Дмиттру Дохтурову, Михайлу Мілорадовичу, Олександру Остерману-Толстому та Миколі Раєвському.
Відомо 3674 фактів нагородження за час існування ордена, найбільш щедро нагорода роздавалась 1916 року (105 нагороджених). Імператор Микола II нагороджував ним престарілих членів Державної Ради і сенаторів, придворних, високопоставлених іноземців-аристократів, набагато рідше — військових.
Як державна нагорода орден було ліквідовано 1917 року.

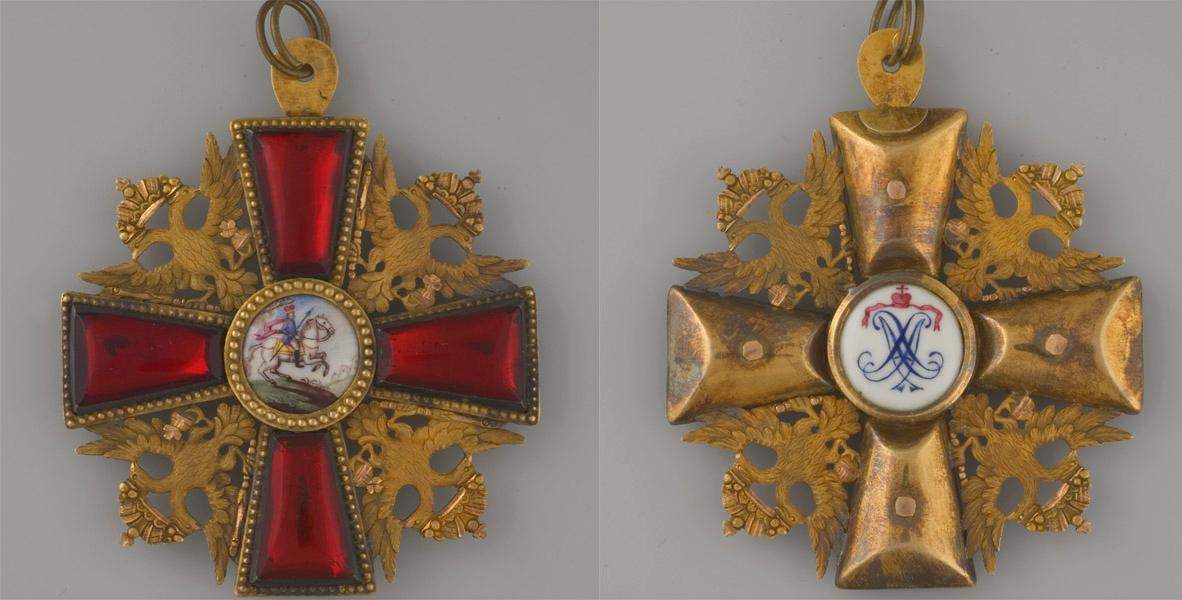
Знак у вигляді хреста. Лицьовий (ліворуч) та зворотній бік знака.
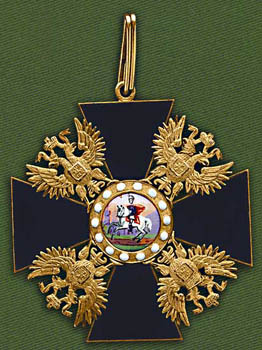
Знак ордена Св. Олександра Невського 1865 року з чорною емаллю